# Jinmu
Jinmu odnosno Jinmu-tennō (japanski kanji 神武天皇, hiragana じんむてんのう, "Jinmu tennō") (13. veljače 711. pr. Kr. - 9. travnja 585. pr. Kr.) je mitski utemeljitelj japanske dinastije. 18. veljače 660. godine prije Krista je, prema legendi postao, šef konfederacije u ratu japanskih klanova. Tenno je bio poznat kao božanstveni ratnik. Poveo je svoje ljude od pokrajine Kyushu do pokrajine Kinki te ih pokorio. Smjestio se u području zvanim Yamato. To je napokon rodilo dinastiju i državu Yamato. Vladao je do smrti. Prema mitu, pokopan je u Unebi-yama no ushitora no sumi no misasagi u Kashihari.